# Konservatorium für türkische Musik Berlin
Das Konservatorium für türkische Musik Berlin ist eine 1998 gegründete private Lehreinrichtung für türkische Musik in Deutschland.
Seit 2002 ist ihr ein Studio angeschlossen. Das Konservatorium hat eine Gesamtkapazität von 350 Schülern. Die Ausbildung in Form eines Vollzeitstudiums gliedert sich in sechs Fachbereiche:
- Klassische türkische Musik (Instrument)
- Türkische Volksmusik (Instrument)
- Gesang (Klassische Musik und Volksmusik)
- Volkstanz
- Theater
- Instrumentenbau

2007/08 arbeitet das Konservatorium für eine deutsch-türkische Konzertreihe KlangKulturen mit dem ROC zusammen. Schon zuvor gab es Zusammenarbeiten mit renommierten Musikern und Orchestern im Berliner Kulturbetrieb, u. a. dem RIAS Kammerorchester oder dem Rundfunkchor Berlin.

## Publikationen
Neben Musik-CDs und Hörbüchern produzierte das Tonstudio des Konservatoriums auch Teile des Soundtracks zu dem Hollywoodfilm In 80 Tagen um die Welt (2004).